# راتکو اشتریتوف
راتکو اشتریتوف (انگلیسی: Ratko Štritof؛ زادهٔ ۱۴ ژانویهٔ ۱۹۷۲) ورزشکار واترپلو اهل کرواسی است.
وی در مسابقات کشوری و بین‌المللی در مجموع برندهٔ ۱ مدال نقره شده‌است.